# 齿突指镖水蚤
齿突指镖水蚤（学名：Acanthodiaptomus denticornis）为镖水蚤科指镖水蚤属的动物。分布于俄罗斯、罗马尼亚、法国、德国、奥地利、意大利、瑞士、瑞典、挪威、克什米尔、加拿大、美国以及中国大陆的西藏、新疆等地，主要栖息于高原地带的水域中。其生存的海拔范围为450至4000米。